# John Beebe
Pour les articles homonymes, voir Beebe (homonymie).
John Beebe, né le 24 juin 1939 à Washington, est un psychologue américain se réclamant de la psychologie jungienne, mieux nommée psychologie analytique. On la dit « jungienne » car cette psychologie a été fondée par Carl Gustav Jung (1875-1961). 

## Parcours
John Beebe pratique à San Francisco. Il est diplômé de Harvard College et de l'École de médecine de l'université de Chicago. Il travaille actuellement auprès du président du Institut C. G. Jung de San Francisco où il exerce une activité de supervision sur le corpus d'enseignement, mais exerce aussi en tant que professeur auxiliaire de psychiatrie à l'École de médecine de l'université de Californie à San Francisco. 
Il est membre de l'Association américaine de psychiatrie. Conférencier populaire dans le monde jungien, John Beebe a parlé des matières liées à la théorie et aux applications pratiques de la psychologie analytique aux professionnels et étend son activité d'assistance dans l'ensemble des États-Unis aussi bien qu'au Canada, en Chine, au Danemark, en Angleterre, en France, Italie, Allemagne, Israël, Mexique, et en Suisse. 
Beebe est le rédacteur et fondateur du journal de la bibliothèque de l'Institut C. G. Jung de San Francisco, publication trimestrielle, avec un lectorat international. 
Il fut le premier corédacteur américain du premier journal basé à Londres sur la psychologie analytique.

## Questions cliniques et théoriques
D'un point de vue clinique et théorique, on lui doit des apports sur les thématiques classiques de la psychologie analytique sur la part d'Ombre (psychanalyse) de la psyché, sur le Type psychologique, et sur le Dialogue intérieur (psychologie analytique). 

## La question de l'homosexualité
A remarquer son engagement, très tôt, et son positionnement clinique concernant l'homosexualité que lui n'envisage déjà plus comme une pathologie malgré la classification de l'homosexualité comme « maladie mentale » par l'Association américaine de psychiatrie (APA) dans le passé. En effet l'APA ne retire l'homosexualité en tant que telle de sa liste de maladies DSM-IV qu'en 1973. Il fut ainsi l'un des précurseurs à aller dans ce sens.
Ce n'est qu'en 2002 que ses travaux anciens sur l'homosexualité nous sont parvenus en français, en particulier dans les Cahiers jungiens de psychanalyse, n° 104, 2002 : Joseph B. Wheelwright, John Beebe, « Innocence et culpabilité, l'homosexualité : vues d'hier et d'aujourd'hui »   
Cette publication a d'ailleurs publié deux courts résumés introductifs, reproduits ici
- Concernant : Joseph B. Wheelwright : « L’homosexualité : vues d’hier et d'aujourd'hui » :

«  RÉSUMÉ : Cette publication de 1940 par un Américain pionnier de la pratique jungienne constitue un document exceptionnel sur une analyse de contrôle supervisée par Jung lui-même. L’auteur décrit la brève analyse d’un jeune homme homosexuel qui était entré en thérapie pour tenter de soustraire sa psyché aux manipulations de son employeur. L’anamnèse écrite par le patient constitue une grande partie du texte, qui comprend aussi son rêve initial tel qu’il l’a rapporté, suivi d’un second rêve, livré sans trop de commentaires. Ce rapport sert de point de départ au Commentaire qui suit par l’analyste jungien contemporain, John Beebe.. »
- Concernant le commentaire de John Beebe sur J. B. Wheelwright :

«  RÉSUMÉ : Dans ce Commentaire sur une analyse de contrôle conduite par Jo Wheelwright sous la supervision de Jung, l’auteur reconnaît la capacité inhabituelle de Wheelwright à laisser s’exprimer la psyché du patient. Malgré les préjugés théoriques de l’époque qui donnaient comme peu probable qu’un homme homosexuel ait réussi à entrer en contact avec son anima au-delà du complexe de la mère, l’auteur trouve que le développement de l’anima est clairement documenté chez le jeune patient homosexuel de Wheelwright. Les rêves révèlent un potentiel d’intégrité dans l’homosexualité du patient, possibilité que l’analyste n’admettait que tacitement en 1940.. »

## Publications
- Cahiers jungiens de psychanalyse, n° 102 ~ 2002 : Types psychologiques : Les types psychologiques dans le transfert, le contre-transfert et l'interaction thérapeutique, John Beebe.
- Cahiers jungiens de psychanalyse, n° 104 ~ 2002, Innocence et culpabilité,L'homosexualité. Vues d'hier et d'aujourd'hui Joseph B, Wheelwright, John Beebe
- Psychopathology and Analysis. Chapitre du livre, écrit à l'origine avec Donald Sandner principal coauteur, pour Murray Stein, (dir.), Jungian Analysis (Open Court: La Salle, llinois, 1982). La section typologique de cet article, "The Role of Psychological Type in Possession",  a été étendue pour la deuxième édition de Jungian Analysis (Open Court, 1995, pp.322-330). online version
- "Psychological types in transference, countertransference, and the therapeutic interaction." Chiron, 1984, pp. 147-161.
- "Comment on Soren Ekstrom’s paper 'Jung’s Typology and DSM-III Personality Disorder.'" Journal of Analytical Psychology, 33:4, 1988, pp. 345-350.
- "A New Model of Psychological Types." (recorded workshop, Evanston, IL, April 9-10, 1988).
- "Response to Charles Sides’s 'Psychological types and teaching writing.'" Writing on the Edge, 1:2, Spring 1990, pp. 41-43.
- "Identifying the American shadow: typological reflections on the Los Angeles riots." Psychological Perspectives, 27, 1992, pp. 135-139.
- "The Wizard of Oz: A vision of development in the American political psyche." Book chapter in Thomas Singer (ed.), The Vision Thing: Myth, Politics and Psyche in the World (New York: Routledge, 2000, pp. 62-83).
- "An Archetypal Model of the Self in Dialogue." Theory & Psychology, Vol. 12, No. 2, 267-280 (2002) online version (includes an analysis of Woody Allen’s “Husbands and Wives”).
- "Can there be a science of the symbolic?" Journal of Analytical Psychology, 49:2, 2004, pp. 133-184.
- "Understanding consciousness through the theory of psychological types." Book chapter in Analytical Psychology, Joseph Cambray and Linda Carter (eds). (London and New York: Brunner-Routledge, 2004, pp. 83 -115).